# Liste der Monuments historiques in Rang (Doubs)
Die Liste der Monuments historiques in Rang führt die Monuments historiques in der französischen Gemeinde Rang auf.

## Liste der Immobilien
| Bezeichnung          | Beschreibung                                                       | Standort                                    | Kennzeichnung | Schutzstatus | Datum | Bild           |
| -------------------- | ------------------------------------------------------------------ | ------------------------------------------- | ------------- | ------------ | ----- | -------------- |
| Motte „La Malatière“ | Burgstelle einer Turmhügelburg, vermutlich aus dem 11. Jahrhundert | südlich des Ortes oberhalb der D 683 (Lage) | PA25000074    | Inscrit      | 2011  | weitere Bilder |